# Révay Ferenc (alnádor)
Szklabinai és blatnicai Révay Ferenc (1489 – Pozsony, 1553. november 1.) alnádor.

## Élete
Révay László és Eszteleky Anna fia. 1521-ben már Báthory István nádor titkára volt. A mohácsi vész után Ferdinánd pártjához csatlakozott. Ő nyerte meg e pártnak bátyját Istvánt és a híres cár Jovánt 1527-ben, mely érdemeiért Ferdinánd megkoronáztatása után a királyi tábla elnökévé nevezte ki és királyi adományként Szklabinya vár felét kapta. 1540-ben megszerezte a másik részt is. 1532-ben Turóc vármegye örökös főispánjává nevezték ki. 1538-ban királyi személynök volt. Több birtokot szerzett adományozás és házasság által. 1542-ben nádori helytartói méltóságra emeltetett. Jelen volt még az 1550. országgyűlésen, ahol a 41. törvénycikkben a határvizsgáló-bizottság tagjául választották. Kedvelte a tudományt és a tudósokat. Verancsics Ferenc tőle kérte Bonfini IV. és V. tizedének kéziratát, amit a tudós bíbornok 1550. március 5-i levele bizonyít.
Levelei 
- Gyulai Andráshoz 1542. Századok 1873, 47.
- Choron Andráshoz. Századok 1887, 59.
- Mint Luther Márton híve, vele is levelezett; Luthernek hozzá írta levelét Ribinyi is kiadta (Memorabilia II, 43.).